# Prunières (Hautes-Alpes)
Prunières ist eine französische Gemeinde im Département Hautes-Alpes in der Region Provence-Alpes-Côte d’Azur. Sie gehört zum Kanton Chorges im Arrondissement Gap.

## Geografie
Prunières liegt am Nordufer des Lac de Serre-Ponçon, gegenüber von Pontis. Die weiteren Nachbargemeinden sind Réallon im Norden, Saint-Apollinaire und Savines-le-Lac im Osten sowie Chorges im Westen.
Im Ortsteil Les Clots befindet sich die Mairie. Außerdem gehören die Weiler Pra Périer, Verièr (Standort des Schlosses), Les Vignes, Le Lauguet und Champioga an der Route nationale 94 zu Prunières.

## Bevölkerungsentwicklung
| Jahr      | 1962 | 1968 | 1975 | 1982 | 1990 | 1999 | 2008 | 2012 |
| --------- | ---- | ---- | ---- | ---- | ---- | ---- | ---- | ---- |
| Einwohner | 154  | 154  | 121  | 138  | 175  | 232  | 289  | 294  |

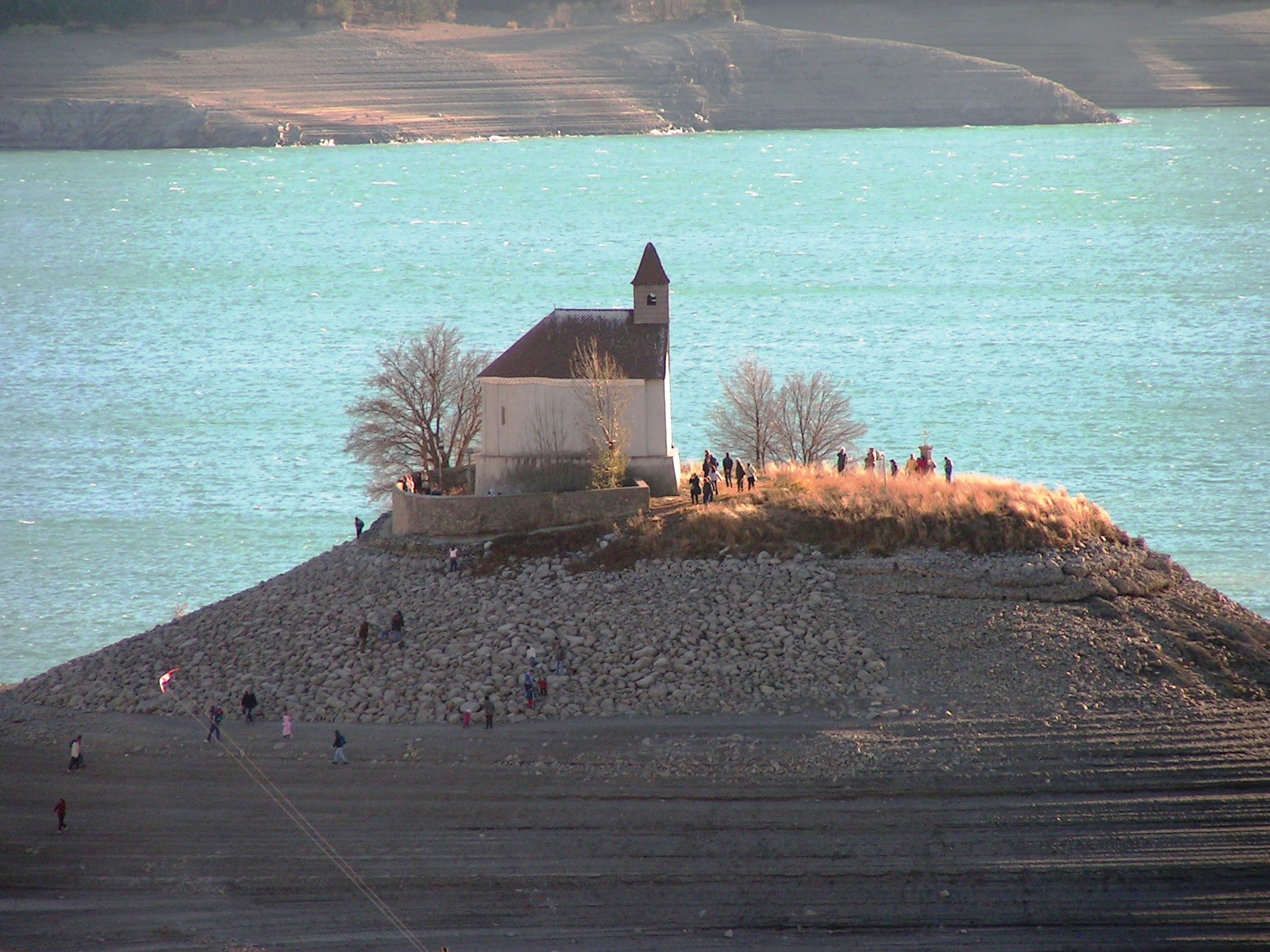
Kapelle Saint-Michel am Stausee Lac de Serre-Ponçon bei Niedrigwasser
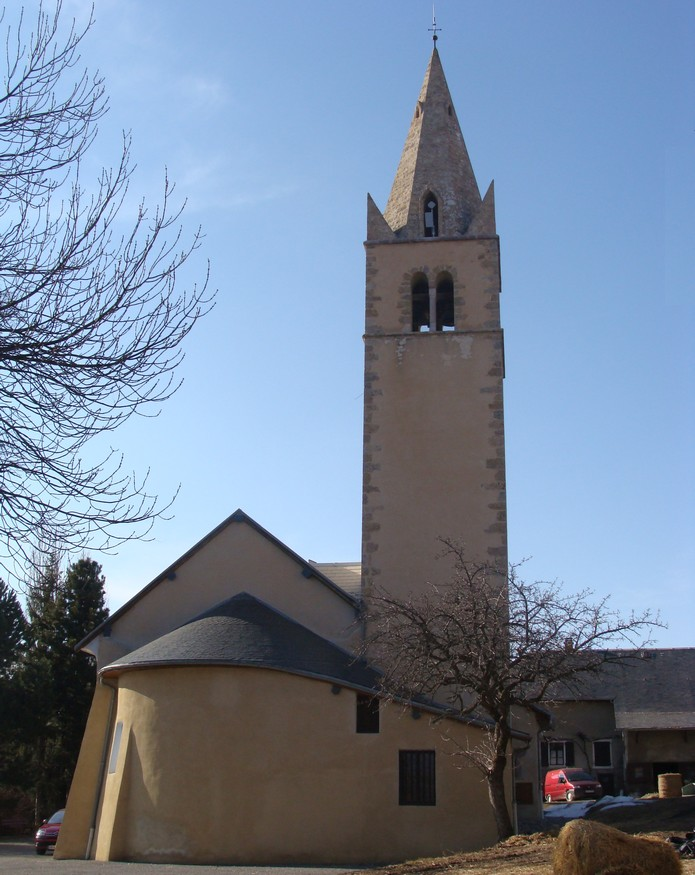
Kirche Saint-Sauveur
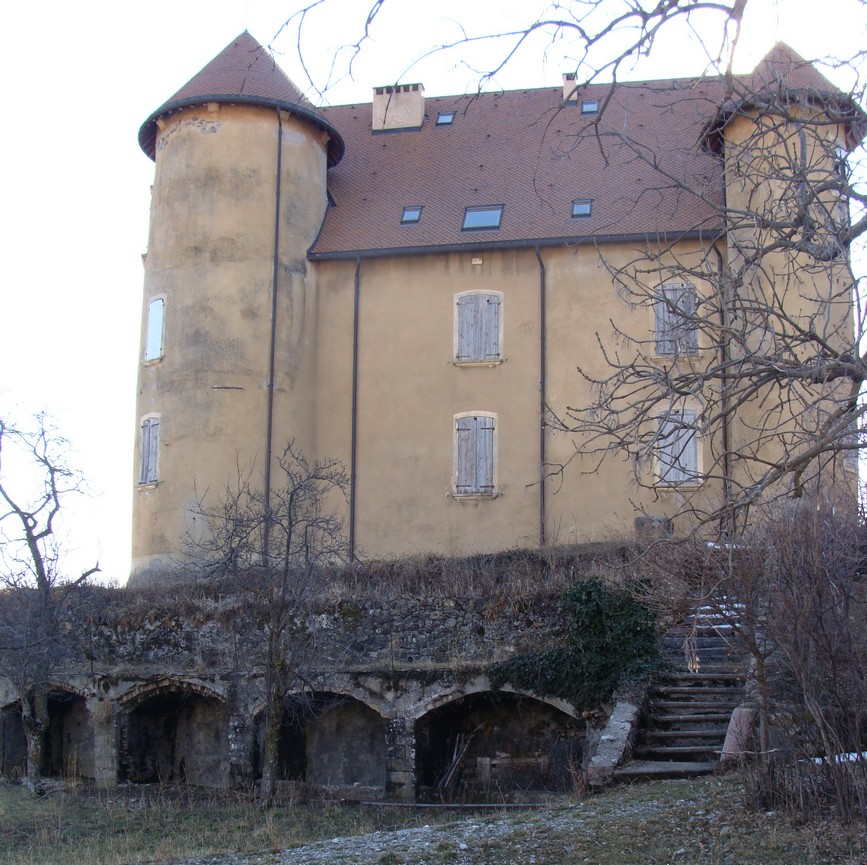
Schloss